# 11 de setembro na Igreja Ortodoxa
Esta página trata das comemorações relativas ao dia 11 de setembro no ano litúrgico ortodoxo.
Todas as comemorações fixas abaixo são comemoradas no dia 24 de setembro pelas igrejas ortodoxas sob o Velho Calendário. No dia 11 de setembro do calendário civil, as igrejas sob o Velho Calendário celebram as comemorações listadas no dia 30 de agosto.

## Santos

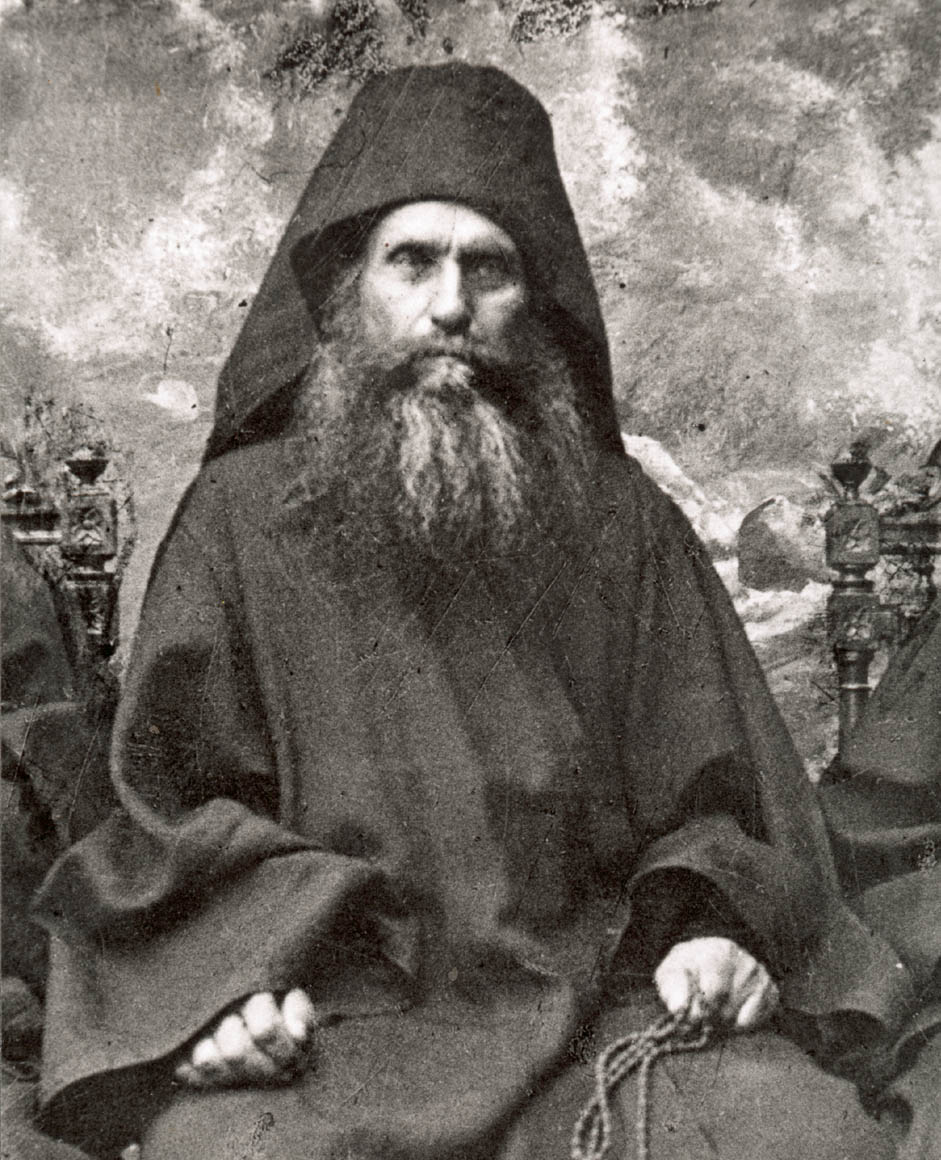
São Silvano Atonita, em fotografia de 1930.

- Mártires Demétrio, sua esposa Evântia, e seu filho Demetriano, em Escépsis (século I)[1][2][3][4]
- Mártires Serapião, Crônides (Hierônides) e Leôncio de Alexandria (237)[1][5]
- Santos Proto e Jacinto, irmãos escravos martirizados em Roma (c. 257)[6][7]
- Santos Félix e Régula, irmãos, e Exuperâncio, seu servo, martirizados perto de Zurique (século III)[6]
- Mártir Ia da Pérsia[8][3][9] e outros 9 mil mártires (362-364)[1][5][10]
- Mártires Diodoro, Dídimo e Diomedes de Laodiceia (362-364)[11][1][3][12][13]
- São Pafnúcio (Pafúncio) o Confessor, Bispo de Tebaida (século IV)[14][1][5][7]
- Venerável Teodora de Alexandria (491)[15][1][3][5][16][17][7]
- São Paciente (Patiens) de Lyon, Arcebispo de Lyon (c. 491)[7][6]
- Santo Emiliano, hermitão e depois Bispo de Vercelli (520)[7][6]
- São Vincente de Leão, martirizado pelos visigodos (c. 554)[7][6]
- Santo Almiro (Almer, Almire) (c. 560)[6]
- São Daniel (Deiniol, Denoual), Bispo de Bangor (584)[1][5][6]
- Santo Adelfo, neto e sucessor de São Romarico como Abade de Remiremont (c. 670)[6]
- São Leudino Bodo, Bispo de Toul (c. 670)[6]
- Santo Eufrósino o Cozinheiro de Alexandria (século IX)[14][1][3][18][19]
- Venerável Elias o Habitante das Cavernas da Calábria (Elia Speleota), e seu pai espiritual Santo Arsênio (c. 960)[1][5][20]
- Santa Mártir Teodora de Vasta, no centro do Peloponeso (século X)[1][5][21][22]
- Hieromártires Nicolau Podyakov e Vítor Usov, Presbíteros (1918)[23][5][24]
- Hieromártir Karp Elb, Presbítero (1937)[5][24]
- Venerável Silvano Atonita (1938)[1][5][24][25]
- Hieromártir Nicolau Shirogorov, Diácono (1942)[5][24]
- São João, Abade do Mosteiro de Svyatogorsk, na Ucrânia (1970)[1]

## Outras comemorações
- Translação das relíquias de Santos Sérgio e Germano, taumaturgos de Valaam (1542-1550)[1][5][24][26][27]
- Ícone Lacrimoso de Kazan da Santíssima Mãe de Deus de Kaplunovka (1689)[1][5][24][28][29]
- Glorificação de Santa Xênia de São Petersburgo, Louca de Cristo (1978)[1][5]
- Sinaxe dos Santos do Mosteiro de Svyatogorsk[1][29]
- Repouso do jovem Ancião Melquisedeque de Mzensk (1846)[1]